# Daniel Rantzau

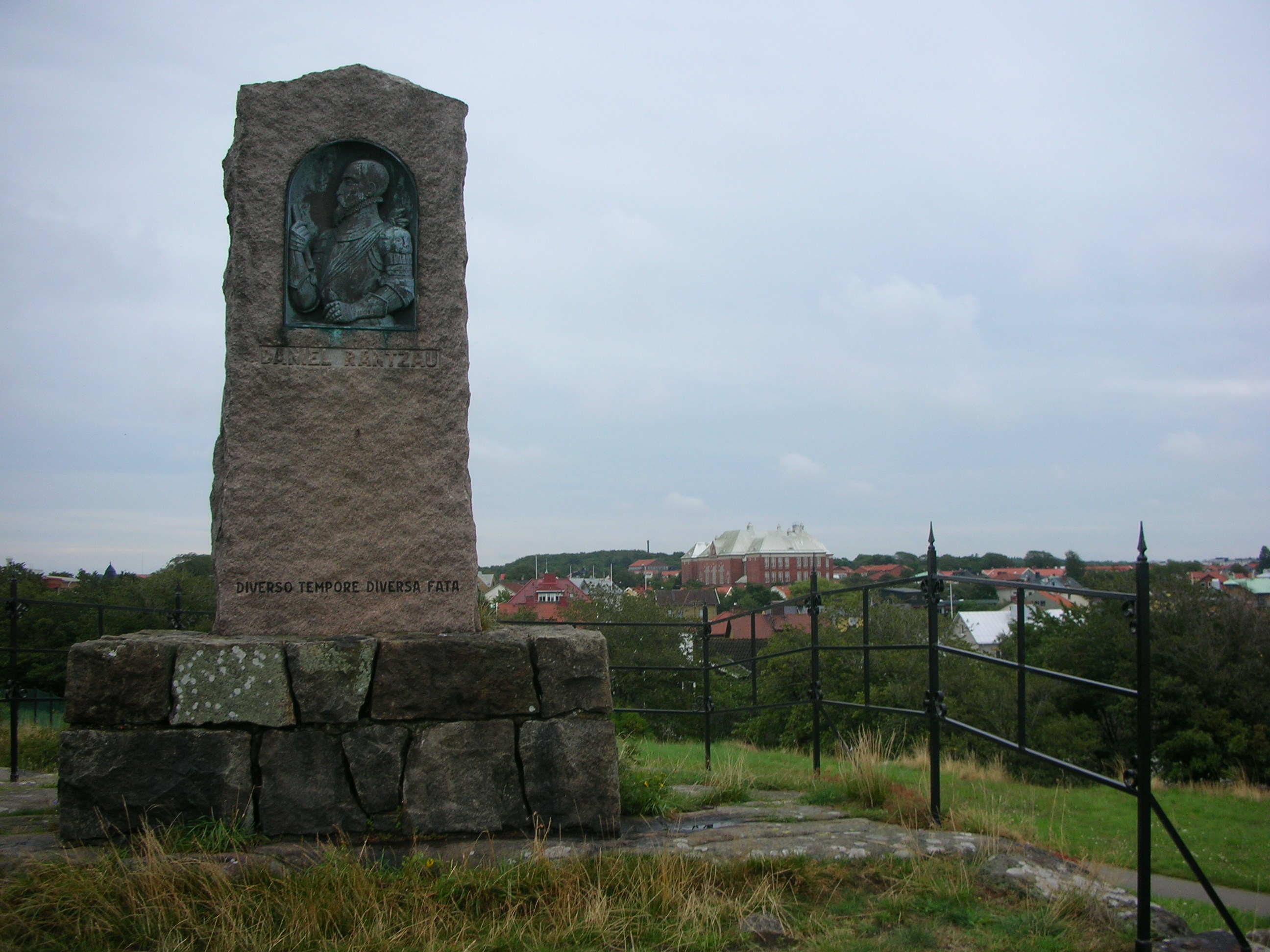
Daniel Rantzaus monument på Rantzauklippan i Varberg, rest 1938.

Daniel Rantzau, född 1529, död 11 november 1569, var en dansk krigare. Han var son till Godske Rantzau, av en yngre linje av den holsteinska ätten Rantzau och förlovad med Cathrine von Damme, som senare gifte sig med hans bror Peder Rantzau.

## Biografi
Daniel Rantzau sändes 1544 till Wittenbergs universitet, där han studerade i tre år och lärde sig latin. Han genomgick militär utbildning 1547–1554 och verkar ha tjänat både hertig Adolf av Holstein och vid kejsar Karl V:s hov och i deras krig. 
Han utmärkte sig 1559 på tåget mot Dithmarschen och blev 1562 dansk överste hos Fredrik II av Danmark. 1565–1569 var han fältherre över hären i Sverige under Nordiska sjuårskriget Han anförde särskilt rytteriet, medan Frantz Brockenhuus var fotfolkets befälhavare.
Bland Rantzaus mer betydelsefulla bedrifter återfinns hans seger i slaget vid Axtorna den 20 oktober 1565 när han besegrade en numerärt överlägsen svensk här (8 000 man mot 12 000). Slaget kostade dock danskarna så mycket folk att Rantzau inte kunde fullfölja sin framgång utan måste dra sig tillbaka och gå i vinterkvarter i Skåne.
En annan betydelsefull bedrift var hans mycket djärva fälttåg under tiden november 1567 till februari 1568 – Rantzaus räd. Under räden härjade han och levererade flera träffningar, bland annat vid Kungs Norrby i januari 1568. Men eftersom Rantzau inte kunde underhålla sina soldater i det utsugna landet och han inte fick någon undsättning från Danmark förmådde han inte genomföra planen att fortsätta in i Mälarlandskapen för att avsluta kriget där. I stället tvingades han i början av 1568 besluta sig för ett skyndsamt återtåg. Nu hade dock den svenske kungen Erik XIV tillfrisknat från sin sinnessjukdom och åter tagit ledningen av kriget i sin hand. När Rantzau kom tillbaka till Hålaveden var återvägen stängd av stora bråtar, som försvarades av tusentals hakeskyttar och bönder. Danskarnas räddning blev att sjön Sommen just i rätta ögonblicket frös till, så att Rantzau på isen kunde kringgå förhuggningarna och slutligen under fortsatta plundringar och härjningar rädda sig och återstoden av sin här in i Skåne. Bedriften har beskrivits som en av de mest anmärkningsvärda i Danmarks krigshistoria.
Efter slaget vid Axtorna förlänades Rantzau ett slott på södra Jylland och 1567 förlänades han även det kungliga godset Oldenhorn.
Vid belägringen av Varbergs fästning senhösten 1569 dödades Daniel Rantzau av en kanonkula i huvudet.  Han begravdes i Westensee kyrka i Holstein. På Rantzauklippan, högt över Varbergs gamla stenbrott och idrottsanläggningarna där, finns ett minnesmärke över den danske härföraren, försett med hans bild i relief och tänkespråket Diverso tempore diversa fata, vilket är latin för "Skilda öden vid skilda tider". Minnesmärket uppfördes till minne av Rantzaus död på denna plats.